# Vatroslav Mihačić
Vatroslav Mihačić (Zagabria, 30 settembre 1967) è un allenatore di calcio ed ex calciatore croato, di ruolo portiere.

## Palmarès

### Giocatore

#### Competizioni nazionali
- Coppa di Jugoslavia: 1

Hajduk Spalato: 1990-1991
- Campionato croato: 2

Hajduk Spalato: 1992, 1993-1994
- Coppa di Croazia: 1

Hajduk Spalato: 1992-1993
- Supercoppa di Croazia: 1

Hajduk Spalato: 1993
- Segunda Liga: 1

Gil Vicente: 1998-1999